# عنکبوتی‌خرچنگ‌واران
عنکبوتی‌خرچنگ‌واران (نام علمی: Majoidea) نام یک بالاخانواده از فروراسته خرچنگ است.

## نگارخانه

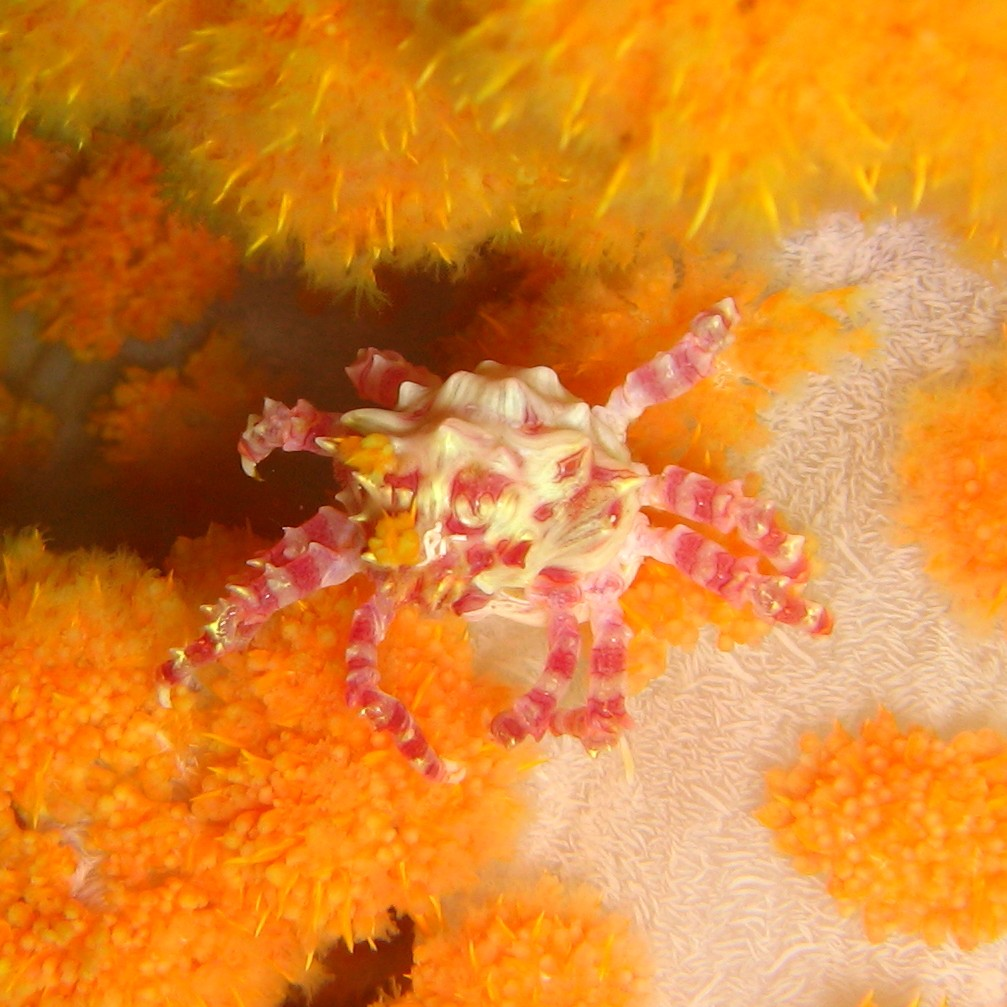
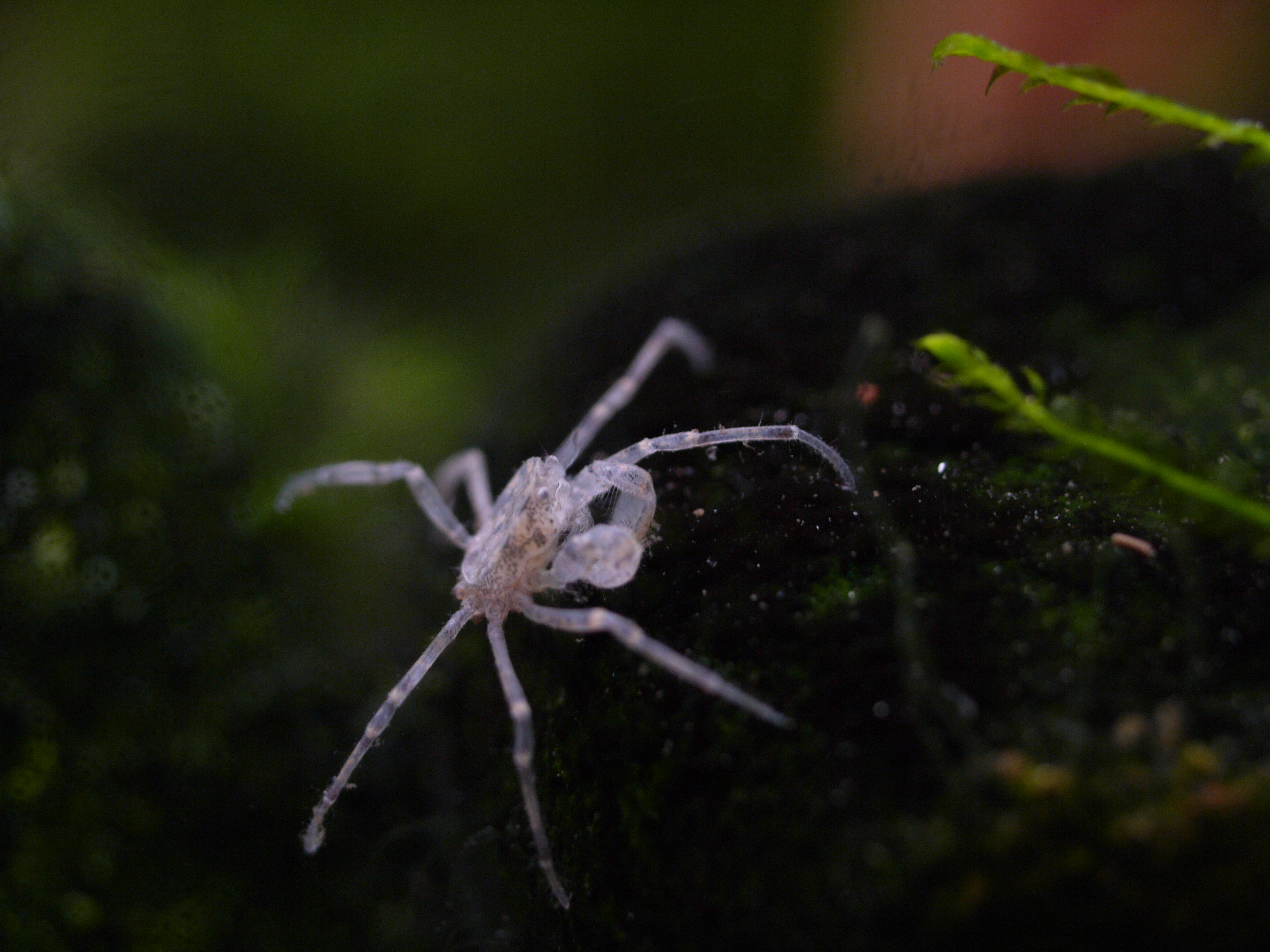
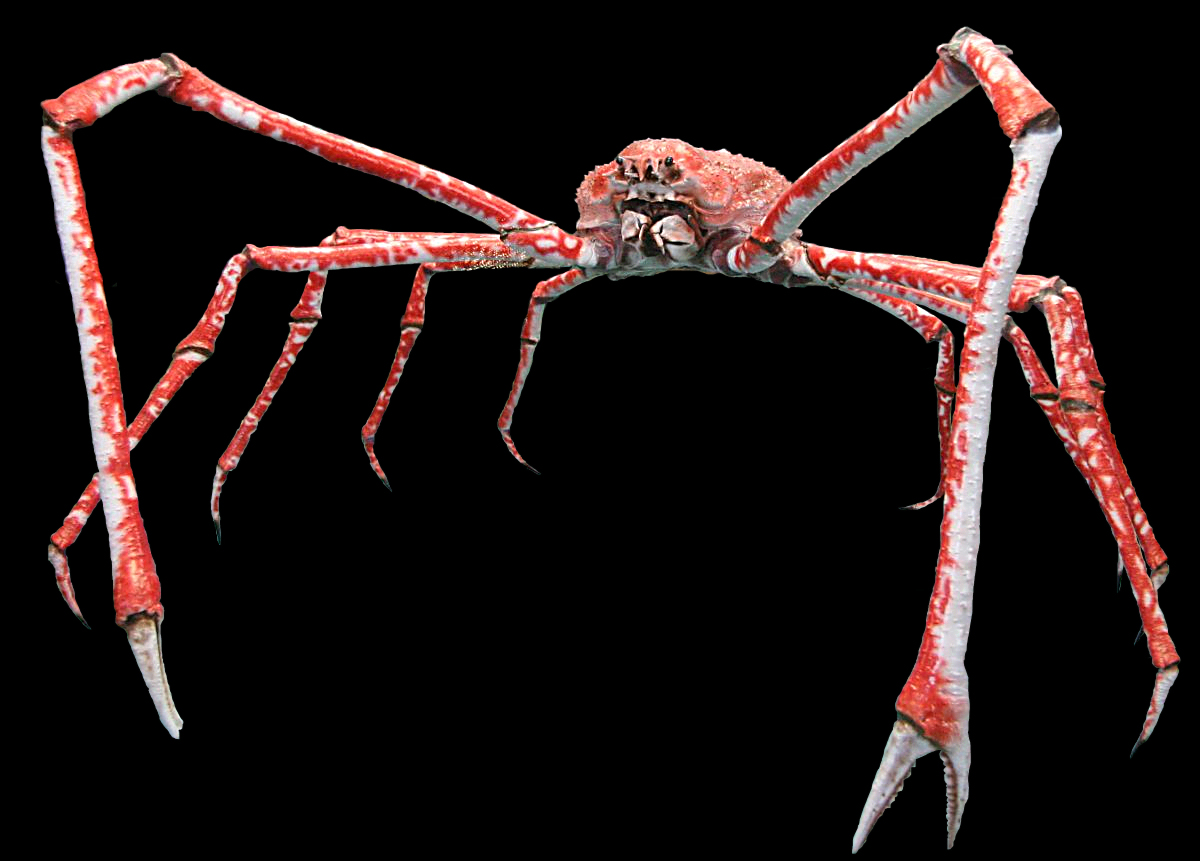
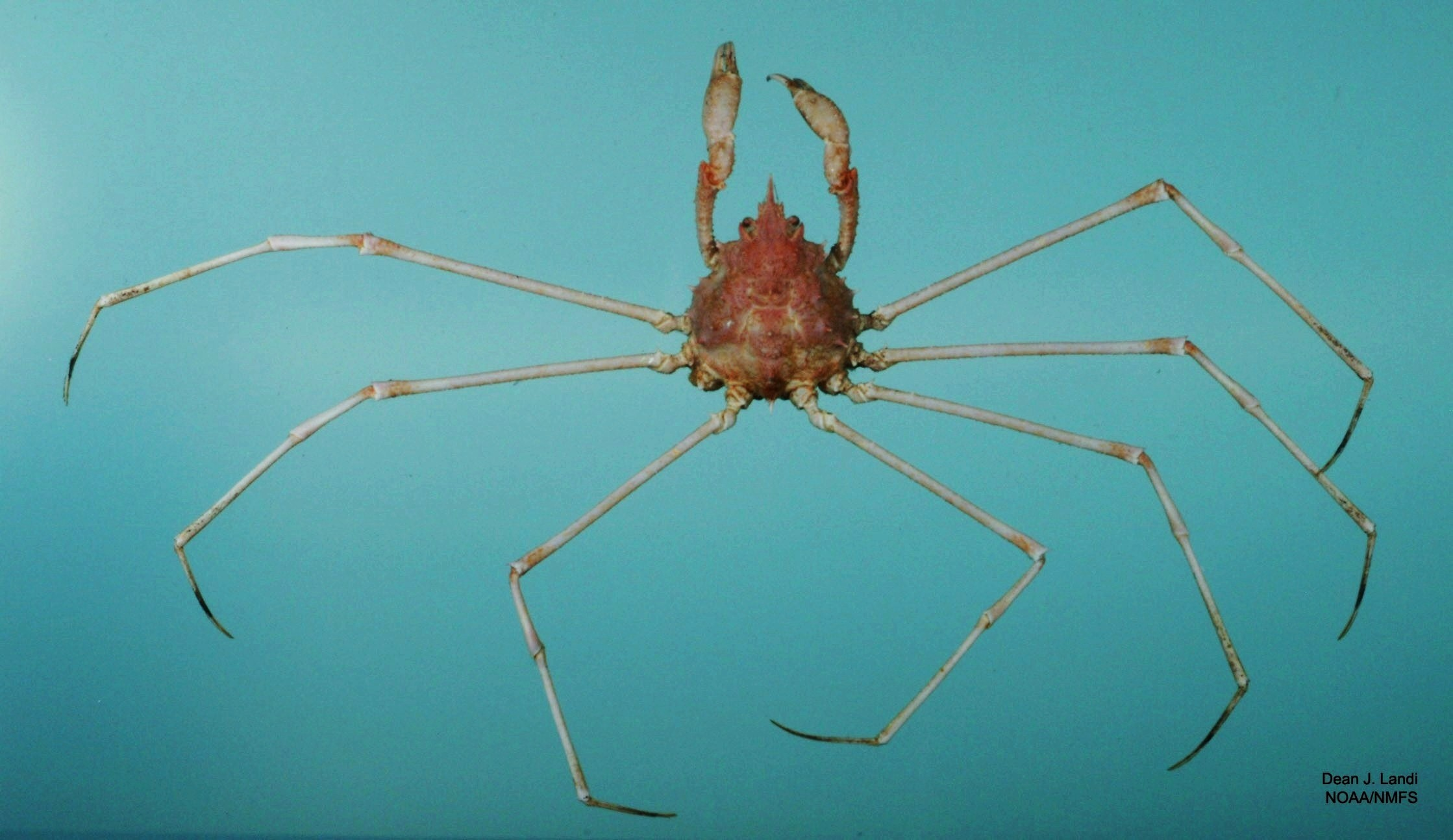
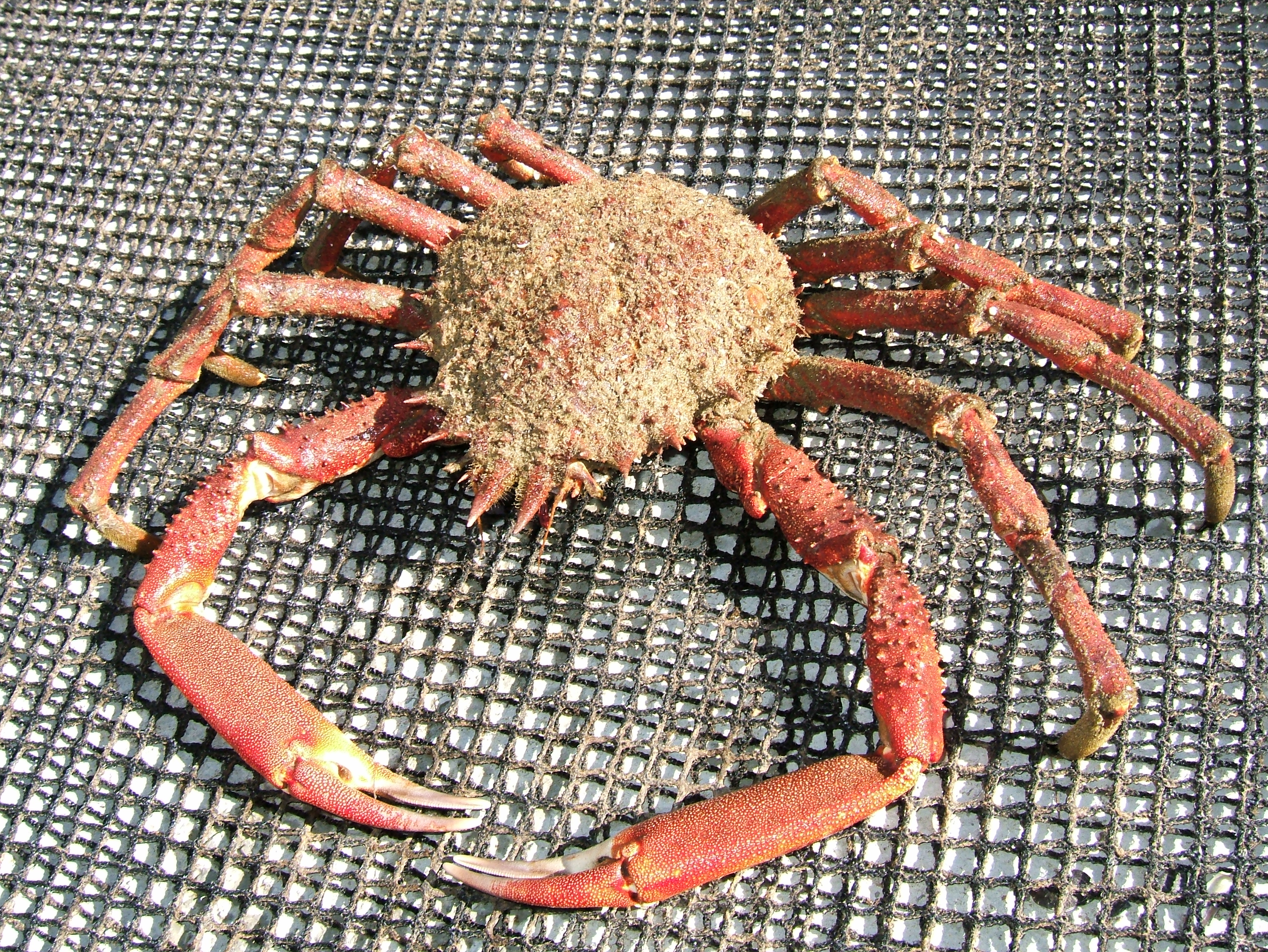
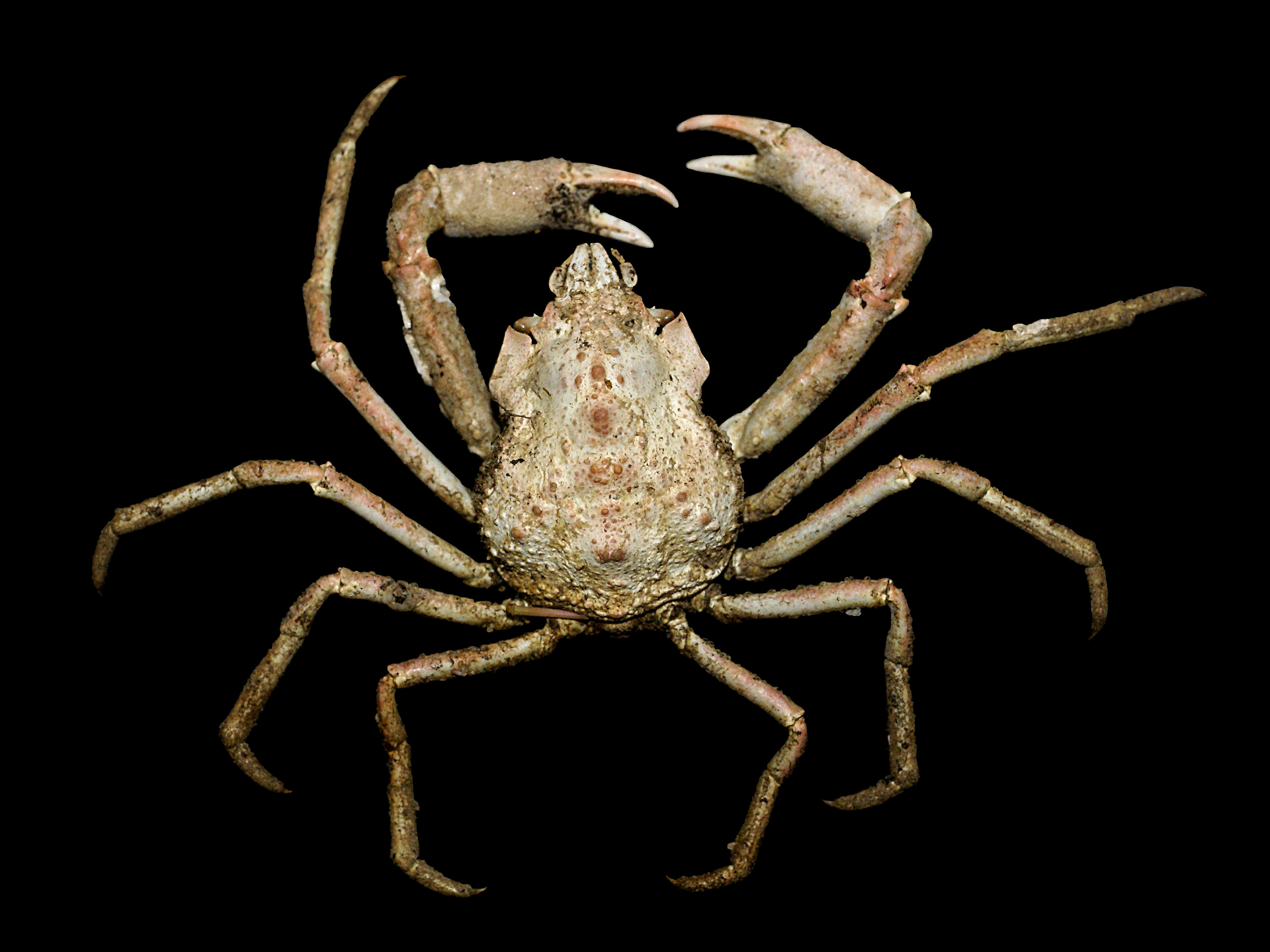